# Photograph (chanson d'Ed Sheeran)
Pour les articles homonymes, voir Photograph.
Singles de Ed Sheeran
Bloodstream
(2015) Lay It All on Me
(2015)
Photograph est une chanson issue de l'album x interprétée par l'auteur-compositeur-interprète britannique Ed Sheeran.
En août 2020, le clip vidéo montrant Ed Sheeran enfant et adolescent atteint le milliard de visionnages sur YouTube. La chanson dépasse en 2025 les 3 milliards d'écoutes sur Spotify, devançant Thinking Out Loud, l'autre ballade à succès de l'album x. 